# Wspólnota administracyjna Schwarzenfeld
Wspólnota administracyjna Schwarzenfeld – wspólnota administracyjna (niem. Verwaltungsgemeinschaft) w Niemczech, w kraju związkowym Bawaria, w rejencji Górny Palatynat, w regionie Oberpfalz-Nord, w powiecie Schwandorf. Siedziba wspólnoty znajduje się w miejscowości Schwarzenfeld.
Wspólnota administracyjna zrzesza gminę targową (Markt) oraz dwie gminy wiejskie (Gemeinde): 
- Schwarzach bei Nabburg, 1 501 mieszkańców, 27,37 km²
- Schwarzenfeld, gmina targowa, 6 173 mieszkańców, 38,27 km²
- Stulln, 1 672 mieszkańców, 15,52 km²